# Zygmunt Szkopiak
Zygmunt Czesław Szkopiak (ur. 12 grudnia 1926 w Morzewcu, zm. 21 października 2002 w Londynie) – minister spraw zagranicznych rządu RP na uchodźstwie w latach 1986–1990, inżynier.

## Życiorys

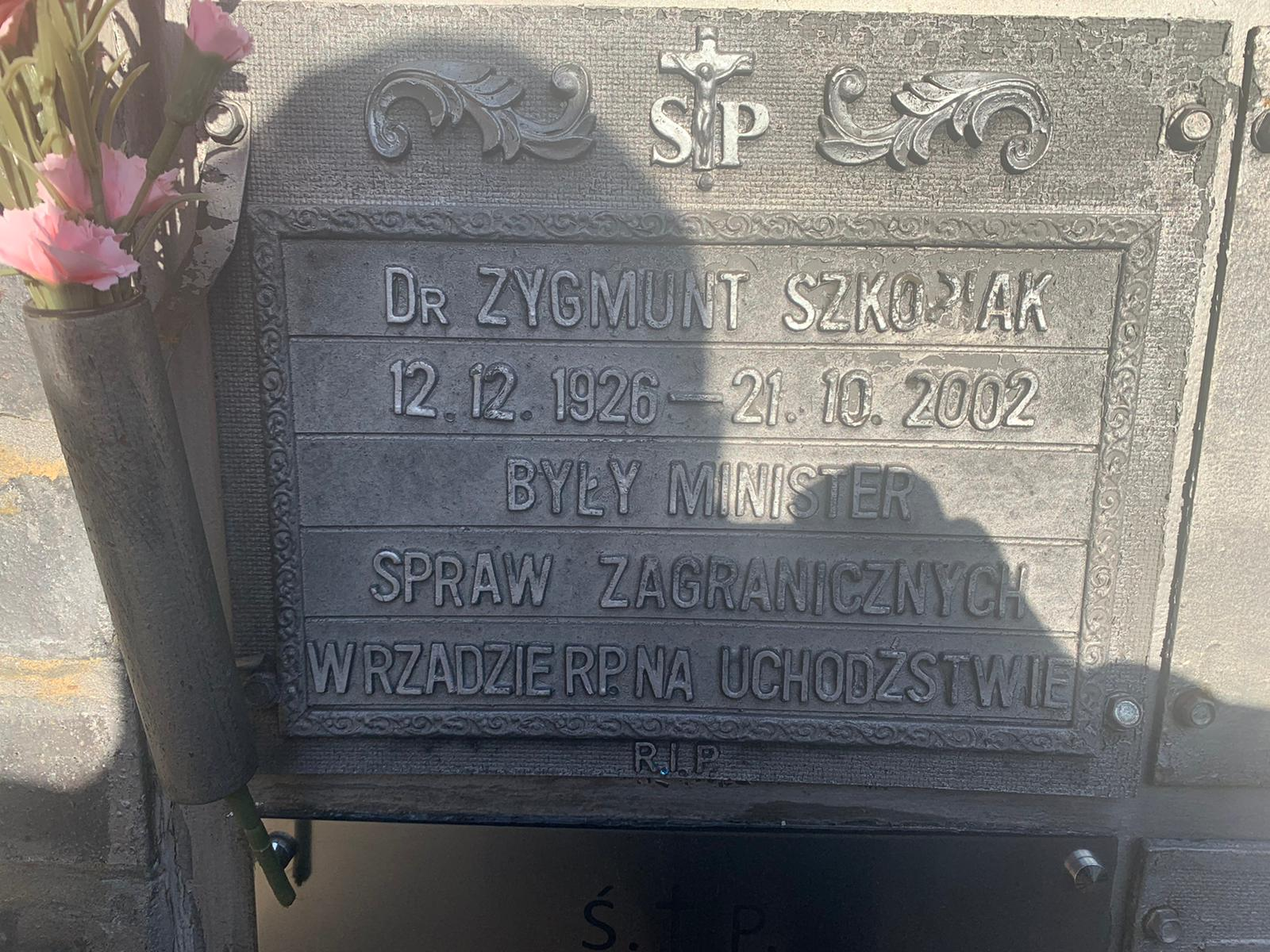
Grób Zygmunta Szkopiaka

Studiował na Battersea Polytechnic, w 1955 uzyskał tytuł B.Sc. w dziedzinie metalurgii. Od 1954 przez trzy lata był Research Demonstrator w Battersea College of Technology, a w latach 1957–1959 pełnił funkcję asystenta lektora. Od 1959 przez pięć lat był tam lektorem, a po obronie doktoratu w 1964 zajmował stanowisko Lecturer University of Surrey. Przewodniczący Rady Polskiego Ośrodka Społeczno-Kulturalnego w Wielkiej Brytanii w latach 1979–1980. Członek Rady Narodowej Rzeczypospolitej Polskiej z ramienia Chrześcijańskiej Demokracji w latach 1983–1991. Od 1984 profesor Polskiego Uniwersytetu na Obczyźnie. Prezes Zjednoczenia Polskiego w Wielkiej Brytanii w latach 1991–1997. Założyciel i pierwszy prezes Europejskiej Unii Wspólnot Polonijnych (1993–2000). Pochowany na cmentarzu św. Andrzeja Boboli w Londynie (Stare columbarium, postument 9, strona zachodnia). 

## Odznaczenia
- Krzyż Komandorski Orderu Odrodzenia Polski (1989)[3]